# 富士通長野システムエンジニアリング
株式会社富士通長野システムエンジニアリング（ふじつうながのシステムエンジニアリング 英:Fujitsu Nagano Systems Engineering Limited）は過去に存在した会社。2012年4月1日に、当社、富士通北海道システムズ、富士通東北システムズ、富士通システムソリューションズの4社が合併し、富士通システムソリューションズを存続会社にして株式会社富士通システムズ・イーストとなった。富士通の100%子会社であり、長野県をおもな活動地域とするシステムインテグレーターで地域インターネットサービスプロバイダ「InfoValley」も事業した。

## 概要
長野県内の製造業、流通業、サービス業、地方公共団体、医療機関、農業協同組合等にシステム・ソリューションを提供し、製造業向けにCAD／CAMシステムを積極的に提案する。
顧客企業は全県に存在するが、長野市、須坂市など北信地域で多く見られ、中信・南信では日本電気系や日立製作所系のインテグレーターも多い。

## 事業所一覧
- 本社 - 長野県長野市鶴賀緑町1415 大通りセンタービル
- 松本事業所 - 長野県松本市中央2-1-27 松本本町第一生命ビル7階
- 東京事業所 - 埼玉県さいたま市大宮区桜木町1-10-17シーノ大宮ノースウイング16階
- 東海事業所 - 愛知県名古屋市中区錦1-10-1 マルカン酢伏見ビル7階
- 須坂オフィス - 長野県須坂市大字幸高279-10 システムクリエイトビル2階
- 文京オフィス - 東京都文京区本駒込2-28-8文京グリーンコートセンターオフィス12階

## ISP事業
電算 (avis)、長野県協同電算（JANISネット）などとともに1990年代から地域インターネットサービスプロバイダとしても活動している。ブランド名は「InfoValley」。伊那市有線放送農業協同組合で1997年に行われた『xDSL利用実証実験』に於いてはJANISネットと共にサービス提供プロバイダとして参加した。県内の有線放送電話を使用した商用ADSL接続は、この2社以外の参入が無かったため利用者は二者択一を強いられる。富士通系ではあるが、FENICSとは別経路を利用しており、旧InfoWebと同様の接続形態を採る。現在、利用者が県外の出先でダイヤルアップ接続によるインターネットを使用する場合に於いては@niftyのアクセスポイントをローミングにて利用することが可能となっている。
2021年、2022年9月末をもってサービス終了することを発表した。